# Tetromino

De 5 fria tetrominoerna.

Tetromino (av grekiska: tetra- (fyra) och ordet domino) är en plan polygon som bildas av fyra lika stora kvadrater, vilka är sammansatta så att varje kvadrat delar en kant med minst en annan kvadrat. Oräknat rotationer och reflexioner går det att bilda 12 distinkt olika sådana polygoner. Av dessa är 6 stycken spegelsymmetriska – alltså de ser likadana ut om de vänds upp och ner. Tetromino är ett specialfall av polyomino.  Det är ett begrepp som täcker alla polygoner som är bildade av ett antal kvadrater på det sätt som beskrivs ovan. Termerna polyomino, pentomino och tetromino myntades av Solomon Golomb som ett derivat av domino, vars spelbrickor har formen av två sammansatta kvadrater. De olika polyominoerna ges prefix baserade på de grekiska räknetalen. Ordet domino har dock inget i övrigt med talet två att göra.
Ett välkänt exempel på användning av tetrominoer är dataspelet Tetris, skapat på 80-talet av den sovjetiske speldesignern Aleksej Pazjitnov, som kallade dem tetriminos. Tetrominoerna i spelet är de ensidiga tetrominoerna, se nedan.

## Typer av tetrominoer

### Fria tetrominoer
Polyominoer består alltid av ett antal enhetskvadrater som är sammansatta kant i kant. Två fria polyominoer är en och densamma om det finns en kombination av parallellförflyttningar (translationer), rotationer, och reflexioner,  som förvandlar den ena till den andra. En fri tetromino är en fri polyomino som består av fyra kvadrater. Det finns fem fria tetrominoer.
Dessa har följande symmetrier:
- Rät, eller I: vertikal och horisontell reflexionssymmetri, och tvåfaldig rotationssymmetri
- Kvadrat, eller O: vertikal och horisontell reflexionssymmetri, och fyrfaldig rotationssymmetri
- T: endast vertikal reflexionssymmetri
- L: ingen symmetri
- S: endast tvåfaldig rotationssymmetri

### Ensidiga tetrominoer
Ensidiga tetrominoer är de som förblir desamma om de parallellförflyttas och/eller roteras, men inte om de speglas. De används i (och förknippas med) spelet Tetris. Det finns sju distinkta ensidiga tetrominoer. De har fått namn efter den bokstav (versal) i alfabetet som de liknar mest. Tetrominoerna "I", "O", och "T" har reflexionssymmetri, så det spelar ingen roll om de ses som fria tetrominoer eller ensidiga tetrominoer. De övriga fyra tetrominoerna, "J", "L", "S", och "Z", uppvisar en egenskap som kallas kiralitet, dvs att formerna finns i vänster- och högerversion. J och L är sålunda reflexioner av varandra, liksom S och Z.
Som fria tetrominoer, är J  ekvivalent med L, och S är ekvivalent med Z. Men i två dimensioner och utan reflexion, är det inte möjligt att transformera J till L, eller S till Z.

### Fixa tetrominoer
Dessa tillåter enbart translation, inte rotation eller reflexion. Det finns två distinkta fixa I-tetrominoer, fyra J, fyra L, en O, två S, fyra T, och två Z. Tillsammans totalt 19 fixa tetrominoer: